# Burning Up (Madonna-dal)
A Burning Up című dal Madonna második kimásolt kislemeze debütáló, Madonna című stúdióalbumáról. A dal 1983. március 9-én jelent meg. A dalt Madonna demófelvételként mutatta be a Sire Recordsnak, akik engedélyezték a dal kiadását, miután az első kislemez, az Everybody slágerré vált. Madonna Reggie Lucas producerrel működött együtt, aki John Benitez mellett elkészítette a dal stúdióbeli változatát, a háttérvokált, és a gitár riffeket. A dalt zenei szempontból basszusgitárral, szintetizátorokkal, és dobokkal változtatták meg a jobb hangzás érdekében. A dalszöveg arról szól, hogy az énekesnő nem szégyelli, amikor kijelenti szenvedélyét szeretője iránt.
A kislemez B. oldalán a "Physical Attraction" című dal szerepel, mely szintén felkerült a debütáló albumra. A dal vegyek kritikákat kapott a zenekritikusoktól, akik a dal sötétebb, és sürgetőbb összetételére hívták fel a figyelmet. Azonban dicsérték a dalban lévő ütemességet. A kislemez nem került fel egyetlen slágerlistára sem, kivéve az amerikai dance listára, ahol 3. helyezést ért el. Ausztráliában is slágerlistás helyezést ért el, ahol 13. lett. Számos élő fellépés népszerűsítette a dalt, és az 1985-ös The Virgin Tour turnén is elhangzott. 2004-ben a dalt egy elektromos gitárral adták elő a Re-Invention World Tour és a 2015–2016-os Rebel Heart Tour turnén.

## Előzmények
Madonna 1980 elején New Yorkban élt, és zenei karrierjét próbálta elindítani. Detroiti barátja, Steve Bray volt a dobosa a zenekarának, akik elhagyva a hard-rock stílust, a Gotham Records kiadóval kötöttek szerződést, és funk stílusú dalokat kezdtek írni. Azonban a kiadónak nem tetszett a próbálkozás, és rövidesen Madonna is elhagyta a zenekart. Ekkor Madonna három dal demófelvételét vitte magával. Az "Everybody", "Ain't No Big Deal" és a "Burning Up" címűeket, melyeket maga írt. Madonna az "Everybody" című dalt először a lemezlovas Mark Kaminsnak mutatta meg, aki lejátszotta a dalt, és tovább adta a Sire Records vezetőjének, Michael Rosenblattnak, aaki szerződést kötött vele. Miután az "Everybody" sikeres lett a kiadó úgy döntött, hogy megadja a lehetőséget az album felvételére. Madonna azonban úgy döntött, hogy nem Bray-vel, vagy Kamins-szal dolgozik együtt, hanem a Warner Bros. producerével Reggie Lucas-szal. Michael Rosenblatt elmagyarázta Kaminsnak, hogy olyan producert szeretnének, akinek van tapasztalata az énekesekkel kapcsolatban, ezért kinevezték Lucast, aki a "Burning Up" és "Phisycal Attraction" című dalok producere volt. Madonna ezzel egy popposabb vonalat kezdett el képviselni.
A dalok felvételén Lucas radikálisan megváltoztatta a dalt az eredeti demó felvételekhez képest, melyet Madonna nem fogadott el, ezért John "Jellybean" Benitez-t, a Funkhouse Disco DJ-jét kérték fel a dal remixelésére. Néhány gitár riffet, és vokális részt adtak hozzá a "Burning Up"-hoz. A Sire Records elküldte a kislemezt Madonnával olyan klubokba, ahol fellépett New Yorkban. Megkerestek egy stylistot, és ékszertervezőt is, aki segített elkészíteni a kislemez borítóját. A 12" inches kislemez borítóját Martin Burgoyne készítette.

## Összetétel
Zenei szempontból a "Burning Up" című dalt a basszus, a gitár és a dobgép jellemzi. A dalokgitár riffjei nem voltak jellemzőek Madonna későbbi felvételeire. A dalban használt tom-tom dobütések inkább Phil Collins lemezeire jellemzőek. Ez magában foglalja az elektromos gitárokat, és az akkori legkorszerűbb szintetizátorokat is. A refrén és a dalszöveg ugyanazon három sorának ismétlése a dal szövegeinek vonatkozásában elmondja, mit hajlandó megtenni szeretője számára, hogy individualista és szégyentelen legyen.
Afred Publishing (Musicnotes.com) által a "Burning Up" 138 BPM /perc ütemben szól. A dal B-mollban van megírva, Madonna énekhangja pedig az A 3 tonális pontból B 4- ig terjed. A "Burning Up" a Bm – Bm – A – E alapszekvenciáját követi.

## Megjelenés és fogadtatás
A "Burning Up" 1983. március 9-én jelent meg. Mint az előző kislemez, az Everybody című, sem került fel a Billboard Hot 100 és a Bubbling Under Hot 100-as listára sem. Azonban a Billboard Hot Dance Club Play listán a 3. helyezést elérte, és 16 héten keresztül volt helyezett. A dal 1984 júniusában volt Top 20-as sláger Ausztráliában, ahol a 13. helyezést érte el, miután 1983 novemberében benne volt a Top 100-ban. A dalt felhasználták az 1984-es "The Wild Life" című filmben is.
Rikky Rooksby a The Complete Guide to the Music of Madonna című könyvében arról írt, hogy a dal észrevehetően gyengébb, mint a többi kislemez, mint például a "Lucky Star" és a "Borderline". Sal Cinquemani (Slant Magazin) a dalt élesnek, és punk infúziós dalnak nevezte. Sptephen Thomas Erlewine az AllMusic kritikusa a " Burning Up" és a B. oldalas "Physical Attraction" című dal vonzereje összetételében sötétebb, mint a többi dal.

## Videóklip
A Sire Records kiadó videoklipet készíttetett a dal számára, melyet Steve Barron rendezett. Madonna barátja Debi Mazar készítette el a sminket a videoklip számára. Maripol pedig a stylist volt, aki akkoriban Madonna barátja volt. A videoban Ken Compton szerepelt, aki Madonna szeretőjét játszotta. A videó megjelenésekor az MTV elkezdte játszani a dance videókat, melynek eredményeképpen a "Burning Up" kisebb slágerré vált a csatornán. A videó története szerint Madonna fehér ruhában van, ahogy énekel egy dalt, mely szenvedélyét mutatja szeretője iránt. A klipben egy gumi karkötőt visel, mely valójában egy írógép szíja. A videóban látható, ahogy Madonnát egy fiatalember által vezetett autó elüti, melyet Compton játszik. A dal végén a videóban láthatóvá válik, hogy Madonna vezeti az autót, és ő volt a felelős. Barron nyilatkozott a videóval kapcsolatban:

New Yorkba mentem, hogy találkozzam Madonnával. A SoHo-ban találkoztunk, és karizmatikus volt. Beszélgettünk a dalról, mely egy masszív disco dal volt. Ekkor letette a fejét az asztalra, és úgy beszélgettünk. Ez adta nekem az ötletet, hogy a klipben nagyon közeli és alacsony felvételeket készítsünk kamerával.

Noha a dalszövegben a "Do you want to see me down on my knees?" a nők tehetetlenségét ábrázolja, azonban a dalszöveg teljesen mást mutat. Amikor ezt a részt éneklik, Madonna egy térképen térdel, el elhaladó autó előtt, aztán hátra fordítja a fejét, miközben visszahúzza magát, normál testhelyzetbe kerülve ezzel. A hangja és a fényképezőgépre összpontosítás keménységet és dacolást áraszt belőle, amely ellentmond a testtartásának, és ezáltal kérdéseket tesz fel szeretőjének.

## Élő előadások és feldolgozások
A kislemez megjelenése előtt Madonna népszerűsítette a dalt New York-i klubokban. Madonna akkoriban már profi előadóművész volt, akit Erika Belle és Bags Rilez táncosok segítették az előadások alkalmával. Miután számos éjszakai klubban fellépett a dallal, Londonba utazott, hogy olyan klubokban reklámozza a dalt, mint a Heaven, a Camden Palace, a Beatroot Klub, valamint a manchesteri Hacienda. A brit közönség azonban nem volt túlságosan vevő a dalra. A dalt 1985-ben mutatták be a The Virgin Tour turné keretein belül, de a Warner Bros. is kiadta VHS-en Live: The Virgin Tour címmel. John Pareless a New York Timestól azt írta, hogy Madonna úgy pózol a dalban, mint Marilyn Monroe. Mikel Longoria a The Dallas Moring News-től az előadást energikusnak, és élesnek nevezte.
Madonna felvette a dalt a 2004-es Re-Invention World Tour turnéjának listájára katonai szegmensben. Katonai ruhába öltözött, és az előadáshoz elektromos gitárt használt. A dal előadása közben a háttérben háborús és szex jelenetek elevendtek meg, melyeket úgy vetítettek, hogy úgy tűnjön, mintha kamerával készültek volna. Kelefa Sanneh a New York Timestől az előadás és a videó háttér az Abu Ghraib börtönre emlékeztette. Sal Cinquemani a Slant Magazintól kommentálta, hogy érdekes volt látni, ahogyan Madonna elektromos gitáron játszik, és olyan klasszikust játszik, mint a "Burning Up". Madonna a Rebel Heart Tour turnén (2015–2016) a dal remixelt változatát adta elő, a Re-Invention World Tour-hoz hasonlóan. A turnén Madonna fekete apáca ruhába öltözött, és elektromos gitáron játszott. Ausztráliában 2016. március 19-20-án adta elő a dalt a Sydney-i Allphones Arénában, és népszerűsítette 5. live albumát a Rebel Heart turné keretein belül.
2008-ban a Rock and Roll Hall of Fame előadásán a "Burning Up"-ot Iggy Pop és a The Stooges punk-rock zenekar adta elő. Illetve eljátszották a "Ray of Light" című dalt is. 2010-ben Jonathan Groff feldolgozta a dalt, és előadta az amerikai Glee című show-műsorban. A feldolgozás a Glee: The Music, The Power of Madonna címet kapta, és hozzáérhető volt az iTunes áruházban is. Britney Spears a dalt 2011-ben adta elő saját Femme Fatale turnéjának keretein belül. Az előadás egy csillogó óriási gitárral a háttérben kezdődött, ami tíz láb magas volt, és kétszer olyan hosszú. A Rolling Stone magazintól Barry Walters úgy érezte, hogy az előadásból hiányzott (Madge) Madonna tekintélye. A dal feldolgozását az énekes Isadar is előadta, és megjelentette mint bónusz dalt 2006-os válogatás albumán a Scratching The Surface: Vol 2. Elektro-Voice Sampler címűn.

## Számlista
| - U.S. / Európa / Ausztrália 12" Single 1. "Burning Up" (12" version) – 5:56 2. "Physical Attraction" (Album version) – 6:35 - Európa /Japán 7" Single 1. "Burning Up" (7" version) – 3:50 2. "Physical Attraction" (7" version) – 3:52 | - Ausztrália 7" Single 1. "Burning Up" (Alternate album version) – 4:48 2. "Physical Attraction" (7" version) – 3:52 - Németország / UK CD Maxi Single (1995) 1. "Burning Up" (12" version) – 5:56 2. "Physical Attraction" (Album version) – 6:34 |

## Slágerlista
| Slágerlista (1983–84)               | Legjobb helyezések |
| ----------------------------------- | ------------------ |
| Australia (Kent Music Report)       | 13                 |
| US Hot Dance Club Songs (Billboard) | 3                  |

## Közreműködő személyzet
- Madonna – ének , háttérének , dalszöveg
- Reggie Lucas – producer , gitár, dobprogramok
- Butch Jones – szintetizátor
- John "Jellybean" Benitez – remix
- Fred Zarr – szintetizátor, elektromos és akusztikus zongora
- Dean Gant – elektromos és akusztikus zongora
- Bobby Malach – tenor szaxofon
- Paul Pesco – gitár
- Ed Walsh – szintetizátor
- Gwen Guthrie – háttér vokál
- Brenda White – háttér vokál
- Chrissy Faith – háttér vokál
- Martin Burgoyne – borító